# Anulus

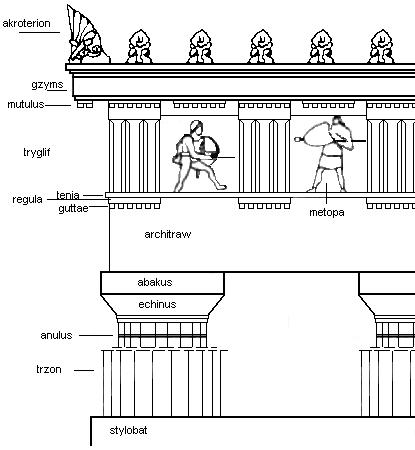
Porządek dorycki

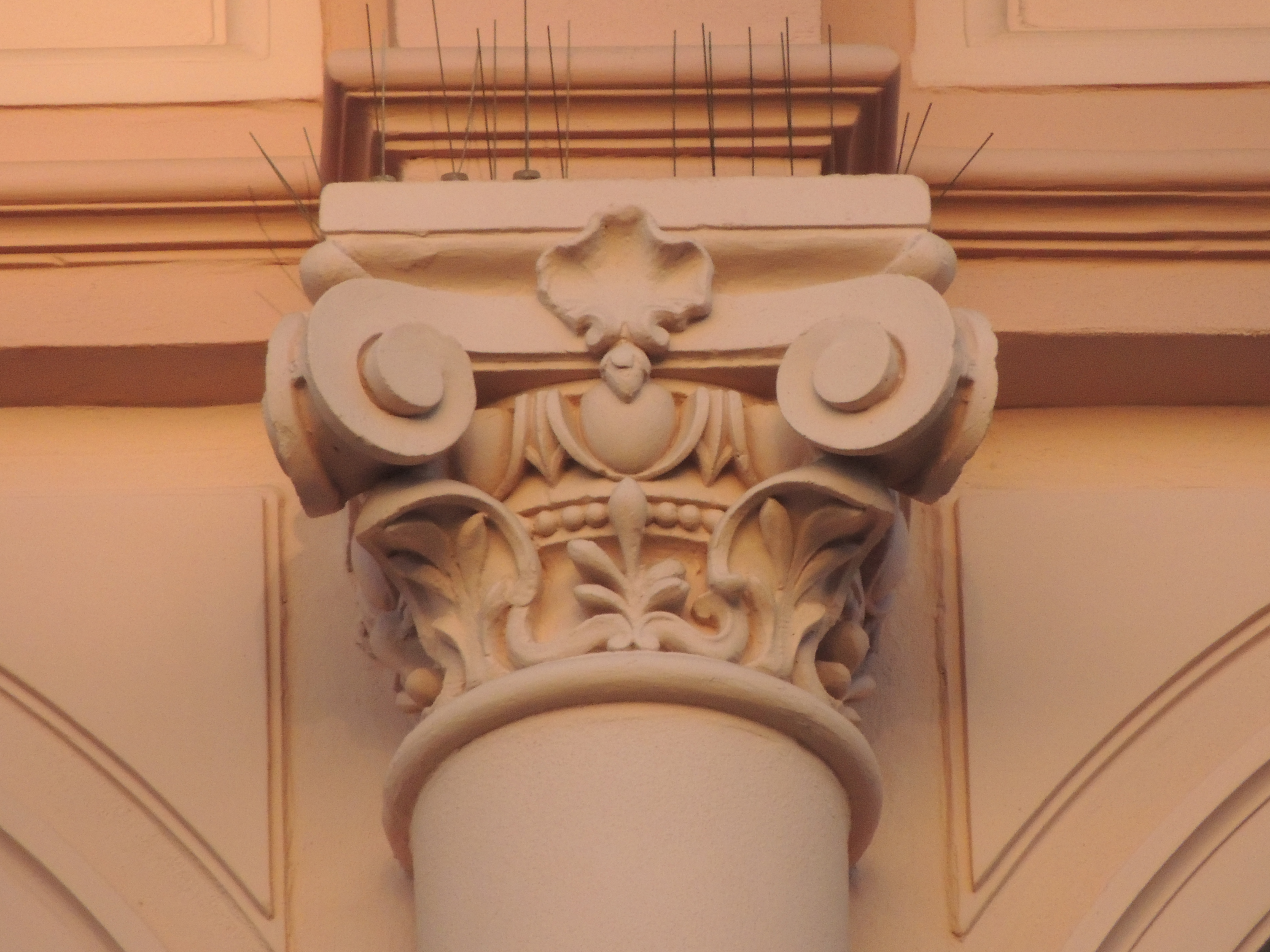
Głowica nowożytna z widocznym anulusem

Anulus (łac. pierścień, l.mn. anuli) – pierścień kamienny lub kilka pierścieni, zdobiących górną część trzonu kolumny, znajdował się pod kapitelem. Stosowany w starożytnych porządkach architektonicznych oraz innych, późniejszych.